# Летино
Летино (итал. Letino) — коммуна в Италии, располагается в регионе Кампания, в провинции Казерта.
Население составляет 783 человека (2008 г.), плотность населения составляет 25 чел./км². Занимает площадь 31 км². Почтовый индекс — 81010. Телефонный код — 0823.
Покровителем коммуны почитается Иоанн Креститель, празднование в первое воскресение сентября.

## Анархистский бунт
В апреле 1877 года Кафьеро, Малатеста, Чекарелли, русский революционер Степняк-Кравчинский и ещё 30 их товарищей начали восстание в провинции Беневенто. Они захватили деревню Летино без какого-либо сопротивления и были встречены с большим энтузиазмом. Оружие и захваченные материальные ценности были распределены между населением, деньги с налогов были возвращены, а официальные документы уничтожены. Кафьеро объяснял идеи анархизма, свободы, справедливости и нового общества без государства, без господ, слуг, солдат и владельцев на родном диалекте местных жителей. Его прокламации убедили даже приходского священника, который объяснял своим прихожанам, что Интернационал является «истинным апостолом, посланным Богом». В последующие дни аналогичным образом была захвачена деревня Галло. Однако покидая Галло, революционеры-интернационалисты были окружены правительственными войсками, в полном составе были арестованы и брошены в тюрьму. Проведя в заключении более года, все они предстали перед судом и были оправданы в августе 1878 года.

## Демография
Динамика населения:

## Администрация коммуны
- Официальный сайт: https://web.archive.org/web/20080504024745/http://www.comune.letino.ce.it/